# 24A villamos (Budapest)
A budapesti 24A jelzésű villamos a Keleti pályaudvar és a Kőbányai út 21. között közlekedett a 2025-ös Orczy téri vágányfelújítás idején. A viszonylatot a Budapesti Közlekedési Zrt. üzemeltette.

## Története
1954. október 31-én 24A jelzéssel temetői betétjárat közlekedett a Nagyvárad tér és a Váci út között. 1955. január 10-én állandó jelleggel újraindult, május 16-án útvonala a Keleti pályaudvarig rövidült. 1957. május 9-én jelzését 27-esre változtatták.
2025. június 23. üzemkezdettől július 4. üzemzárásig az Orczy téri vágányfelújítás miatt a 23-as és a 24-es villamos pótlására ideiglenes jelleggel 24A viszonylat indult a Keleti pályaudvar – Kőbányai út 21. útvonalon.

## Útvonala
| Kőbányai út 21. felé | Keleti pályaudvar felé |
| --- | --- |
| Keleti pályaudvar M vá. – Festetics György utca – Fiumei út – Teleki László tér – Fiumei út – Orczy tér – Kőbányai út – Kőbányai út 21. vá. | Kőbányai út 21. vá. – Kőbányai út – Orczy tér – Fiumei út – Teleki László tér – Fiumei út – Festetics György utca – Keleti pályaudvar M vá. |

## Megállóhelyei
| 0 | Keleti pályaudvar M végállomás | 8 | 73, 76, 78, 79, 80 5, 7, 7E, 8E, 20E, 30, 30A, 107, 108E, 110, 112, 133E, 230 Budapest–Keleti |
| 1 | Dologház utca                  | 6 |                                                                                               |
| 3 | Magdolna utca                  | 4 | 28, 37A, 62                                                                                   |
| 5 | Orczy tér                      | 2 | 23, 24, 28, 62 72 9, 217E                                                                     |
| 7 | Kőbányai út 21. végállomás     | 0 | 28, 62                                                                                        |